# J.P. Davis
J.P. Davis – amerykański aktor i scenarzysta filmowy.
Zadebiutował w 1999 roku epizodyczną rolą w niezależnym filmie The F-Zone. Rok później pojawił się w kolejnym epizodzie – jako kadet Flax wystąpił w popularnej amerykańskiej operze mydlanej The Guiding Light. W 2001 roku wystąpił w dwóch odcinkach serialu kryminalnego Arrest & Trial, a w 2004 r. zagrał postać Blake'a, drugoplanowego bohatera thrillera Jima Wynorskiego Klątwa Komodo. Rok 2005 był dla niego przełomowy. Najpierw wytwórnia Freestyle Releasing zdecydowała nakręcić film do scenariusza aktora, a następnie obsadziła go w głównej roli. Tytułową rolą w dramacie sportowym Tommy Riley aktor zdobył pozytywne opinie krytyki. Sam film zdobył nagrodę za najlepsze zdjęcia na Hamptons International Film Festival. Dwa lata po wejściu na ekrany kin Tommy'ego Rileya, J.P. zagrał w kolejnym sukcesywnym projekcie. Był to horror Dom. Aktor wcielił się w nim w jedną z kluczowych postaci. W 2008 roku J.P. pojawił się w filmie Blue przy boku Keitha Davida.